# Торно
Торно (итал. Torno) — коммуна в Италии, располагается в регионе Ломбардия, в провинции Комо.
Население составляет 1221 человек (2008 г.), плотность населения составляет 174 чел./км². Занимает площадь 7 км². Почтовый индекс — 22020. Телефонный код — 031.
Покровителем населённого пункта считается святая равноапостольная мученица Фёкла Иконийская, празднование 23 сентября.

## Демография
Динамика населения:

## Администрация коммуны
- Официальный сайт: http://www.comune.torno.co.it/